# A Meuse Dordrecht közelében
A Meuse Dordrecht közelében (La Meuse près de Dordrecht) Maximilien Luce festménye, amely az Indianapolis Museum of Art európai gyűjteményének része. A múzeum B. Gerald Cantor és felesége ajándékaként jutott az alkotáshoz.
A festmény 1908-ban készült, a Meuse folyót ábrázolja a hollandiai Dordrecht közelében. A folyó felszínén vitorlás bárkák és csónakok haladnak, a távoli szárazföldön szélmalmok állnak. A festmény színei ragyogóak, Luce ecsetvonásai könnyedek, a fényhatások gondos megörökítése impresszionista vonás. A művész hosszú pointilista alkotói szakasza után tárt vissza az 1890-es esztendők végén az impresszionizmushoz, amely első munkáit is jellemezte.
A képet Maximilien Luce 1907-as hollandiai utazása inspirálta. Az alkotó gyakran készített vázlatokat, miközben utazott, majd a végső képet párizsi műtermében festette meg.